# Robledillo de Gata
Robledillo de Gata település Spanyolországban, Cáceres tartományban.  Lakosainak száma 94 fő (2024).

## Népesség
A település népessége az elmúlt években az alábbi módon változott:
| Lakosok száma | 170  | 154  | 136  | 124  | 119  | 100  | 95   | 91   | 85   | 94   |
|               | 2001 | 2004 | 2006 | 2009 | 2011 | 2014 | 2016 | 2019 | 2021 | 2024 |